# Le Roi des singes (film)
Pour les articles homonymes, voir Le Roi des singes (homonymie).
Pour plus de détails, voir Fiche technique et Distribution.
Le Roi des singes (en chinois simplifié 大闹天宫, en chinois traditionnel 大鬧天宮, en pinyin Dà nào tiān gōng), ou Le Roi des singes bouleverse le palais céleste, est un long métrage d'animation chinois réalisé par Wan Laiming (en), l'un des frères Wan, entre 1961 et 1964. Il s'agit d'une adaptation du roman médiéval chinois La Pérégrination vers l'Ouest, dont le personnage principal est le roi des singes, Sun Wukong.

## Synopsis
Le roi des singes, Sun Wukong, se rebelle contre l'Empereur de jade du monde céleste.

## Fiche technique
- Titre original : chinois simplifié 大闹天宫 ; chinois traditionnel 大鬧天宮 ; pinyin Dà nào tiān gōng.
- Titre français : Le Roi des singes ou Le Roi des singes bouleverse le palais céleste
- Réalisation : Wan Laiming (en)
- Scénario : Wan Lai-ming, Li Keruo
- Décors : Zhang Guangyu
- Montage : Xu Zhanzhu
- Photographie : Wang Shizong, Duan Xiaoxuan - Couleurs
- Musique : Wu Ying-chu
- Pays :  Chine
- Date de sortie : Chine : 1965
- Langue : chinois
- Format : couleur
- Durée : environ 106 minutes

## Production
Le film est réalisé par Wan 𝓽𝓽𝓽g aux studios de cinéma d'art de Shanghai entre 1961 et 1964. Paradoxalement, le film, dont le héros représenté sous un jour très positif était supposé incarner Mao Zedong, est censuré dès 1965, et les animateurs des studios sont durement frappés par la « révolution culturelle ».

## Sorties en vidéo
En Chine, le film a fait l'objet d'une édition contenant deux DVD en 2004 à l'occasion du 40e anniversaire du film ; il s'agit d'une version remastérisée en version originale, qui contient des sous-titres en chinois traditionnel et en chinois simplifié. Cette version ne contient cependant pas l'intégralité du film. Une version complète a été éditée en vidéo CD par la suite.
En France, le film a été édité en DVD (audio français, version intégrale) en 2008 par Les Films sans frontière.

## Adaptation en 3D
Une version du film restaurée et adaptée à la 3D relief, réalisée par Su Da et Chen Zhihong et conçu comme un hommage au film original de Wan Laiming (en), sort en Chine en janvier 2012. Le film a été raccourci à 82 minutes, l'image a été convertie à la 3D relief, et la musique a été en partie modifiée.

## Festival
En 1981, le film est présenté au Festival de Cannes dans la catégorie "Hors Compétition".